# Рахат (футбольный клуб)
«Рахат» (каз. Рахат футбол клубы) — бывший казахстанский футбольный клуб из Астаны, был фарм-клубом команды «Женис». Домашние матчи принимала на стадионе «Автомобилист».
В 2003 году в структуре «Женис» образовался фарм-клуб Жастар, который в дебютном сезоне заняла 10-е место в Конференции «Северо-Восток». В 2004 году фарм-клуб немного продвинулся в своей конференции и поднялся на пятое место в итоговой таблице. В 2007 году заняла предпоследние 13-е место в своей конференции, и прекратила существование.

## Названия
- 2003: «Жастар»
- 2004: «Евразия»
- 2005—2007: «Рахат»

## Статистика
| Сезон | Первая Лига   | Первая Лига | Первая Лига | Первая Лига | Первая Лига | Первая Лига | Первая Лига | Первая Лига | Первая Лига | Кубок |
| Сезон | Конференция   | Место       | Игр         | В           | Н           | П           | ГЗ          | ГП          | О           | Кубок |
| ----- | ------------- | ----------- | ----------- | ----------- | ----------- | ----------- | ----------- | ----------- | ----------- | ----- |
| 2003  | Северо-восток | 10          | 22          | 5           | 5           | 12          | 23          | 53          | 20          | 1/16  |
| 2004  | Северо-восток | 5           | 24          | 11          | 5           | 8           | 38          | 35          | 38          | 1/32  |
| 2005  | Северо-восток | 7           | 24          | 9           | 4           | 11          | 25          | 34          | 31          | 1/16  |
| 2006  | Северо-восток | 9           | 24          | 9           | 6           | 9           | 27          | 26          | 33          | 1/16  |
| 2007  | Северо-восток | 13          | 26          | 4           | 6           | 16          | 25          | 56          | 18          | 1/16  |

## Известные игроки
- Айсултан Назарбаев